# Viktor Konoplyov
Viktor Konoplyov –anteriormente conocido como Viktor Polevoi– (1 de junio de 1938) es un deportista soviético que compitió en natación. Ganó tres medallas en el Campeonato Europeo de Natación, en los años 1958 y 1962.

## Palmarés internacional
| Campeonato Europeo | Campeonato Europeo | Campeonato Europeo | Campeonato Europeo |
| Año                | Lugar              | Medalla            | Prueba             |
| ------------------ | ------------------ | ------------------ | ------------------ |
| 1958               | Budapest (Hungría) | Medalla de oro     | 4 × 100 m estilos  |
| 1958               | Budapest (Hungría) | Medalla de plata   | 100 m libre        |
| 1962               | Leipzig (RDA)      | Medalla de plata   | 4 × 100 m estilos  |